# Samtgemeinde Thedinghausen
Die Samtgemeinde Thedinghausen ist die einzige Samtgemeinde im Landkreis Verden in Niedersachsen und liegt an der Weser.
Zu ihr gehören die drei Gemeinden Blender, Emtinghausen, Riede und ihr Verwaltungssitz Thedinghausen.

## Geografie
Die Samtgemeinde Thedinghausen liegt links der Weser in der nördlichen Mittelweserregion.

### Gliederung der Samtgemeinde
- Gemeinde Thedinghausen: Ahsen-Oetzen, Beppen, Dibbersen, Donnerstedt, Eißel, Holtorf, Horstedt, Lunsen, Morsum, Oenigstedt, Thedinghausen, Werder und Wulmstorf.
- Gemeinde Blender: Adolfshausen, Amedorf, Blender, Einste, Gahlstorf, Hiddestorf, Holtum, Intschede, Oiste, Reer, Ritzenbergen, Seestedt, Varste und Winkel
- Gemeinde Emtinghausen: Bahlum und Emtinghausen
- Gemeinde Riede: Felde, Heiligenbruch und Riede

## Geschichte
Die heutige Samtgemeinde Thedinghausen entstand am 21. Juli 1972 durch Zusammenschluss von fünf Mitgliedsgemeinden. Diese selbst entstanden durch die Gebietsreform 1972 aus 18 ehemals selbständigen Gemeinden der damaligen Landkreise Braunschweig, Grafschaft Hoya und Verden. Am 1. November 2006 vereinigten sich die Gemeinden Thedinghausen und Morsum zur neuen Gemeinde Thedinghausen; seitdem besteht die Samtgemeinde nur noch aus vier Mitgliedsgemeinden.

## Politik

### Samtgemeinderat
Der Samtgemeinderat der Samtgemeinde Thedinghausen besteht aus 32 Ratsfrauen und Ratsherren. Dies ist die festgelegte Anzahl für eine Gemeinde mit einer Einwohnerzahl zwischen 15.001 und 20.000 Einwohnern. Die Ratsmitglieder werden durch eine Kommunalwahl für jeweils fünf Jahre gewählt. Die aktuelle Amtszeit begann am 1. November 2021 und endet am 31. Oktober 2026.
Stimmberechtigt im Samtgemeinderat ist außerdem der amtierende hauptamtliche Samtgemeindebürgermeister.
Die letzten Samtgemeindewahlen ergaben folgende Sitzverteilungen:
| Partei/Liste   | 2021     | 2016     |
| -------------- | -------- | -------- |
| CDU            | 11       | 10       |
| SPD            | 9        | 10       |
| Grüne Liste    | 6        | 5        |
| UBL            | 2        | 2        |
| FDP            | 2        | 1        |
| Einzelbewerber | 1        | 1        |
| AfD            | 1        | -        |
| Die Linke      | -        | 1        |
| Gesamt         | 32 Sitze | 30 Sitze |

### Samtgemeindebürgermeister
Hauptamtliche Bürgermeisterin der Samtgemeinde Thedinghausen ist Anke Fahrenholz (SPD). Sie trat ihr Amt am 1. November 2021 an und ist bis zum 31. Oktober 2026 gewählt.

### Wappen
Das Wappen der Samtgemeinde Thedinghausen zeigt unter goldenem Zinnenschildhaupt in blauem, mit fünf goldenen Sternen bestreutem Felde einen rotbewehrten und bezungten goldenen Löwen.

### Partnerschaften
Die Samtgemeinde ist im Kommunalverbund Niedersachsen/Bremen vertreten.

## Kultur und Sehenswürdigkeiten
- in Thedinghausen: Erbhof Thedinghausen, Rathaus und Baumpark Thedinghausen
- in Blender: Windmühle Blender, die ev.-luth. Kirchen in Blender, Intschede und Oiste, zwei Fachwerkscheunen in Intschede
- in Emtinghausen: Windmühle Emtinghausen
- in Riede: ev.-luth. Andreaskirche, Windmühle Riede